# Трірський собор
Трірський кафедральний собор Святого Петра (нім. Hohe Domkirche St. Peter zu Trier) — католицький храм у місті Трір, земля Рейнланд-Пфальц, Німеччина. Найстаріша церква країни; у його конструкції можна виявити сліди практично всіх європейських архітектурних та художніх стилів. У 1986 році разом з Церквою Богоматері та іншими давньоримськими пам'ятками був включений до Списку Світової спадщини ЮНЕСКО. Його розміри 112,5 м х 41 м є найбільшими серед церков міста.

## Історія будівництва
Храм був закладений у 326-у році за велінням імператора Костянтина Великого на відзначення 20-річчя його правління, одночасно із початком будівництва Собором Святого Петра у Римі. Будівництвом керував єпископ Тріра Максимін. У брошурі, виданій єпископатом і духовенством Трірського собору повідомляється, що імператриця Олена «віддала частину свого палацу єпископу Агрітіусу» під церкву. Початкові розміри собору були в чотири рази більшими, ніж сучасні: він додатково займав територію під Лібфрауенкірхе (нім. Leibfrauenkirche), соборною площею, прилеглим садом та під будинками Ринкової площі.
У 882 році нормани практично зруйнували будівлю, але собор знову був відбудований в романському стилі, повністю будівництво було завершено до 1196 року. У Середньовіччі архієпископ Тріра був важливою церковною особою, контролюючи землю від французького кордону до Рейну. Він також був одним з семи виборців Священної Римської імперії.
Взимку 1944–1945 років Трірський собор, як і все місто, був серйозно пошкоджений в ході бойових дій по захопленню міста військами союзників. У період з 1960 по 1974 роки була проведена реставрація та реконструкція вівтаря. 1 травня 1974 року відреставрований вівтар був знову освячений.

## Реліквії

### Хітон Господній

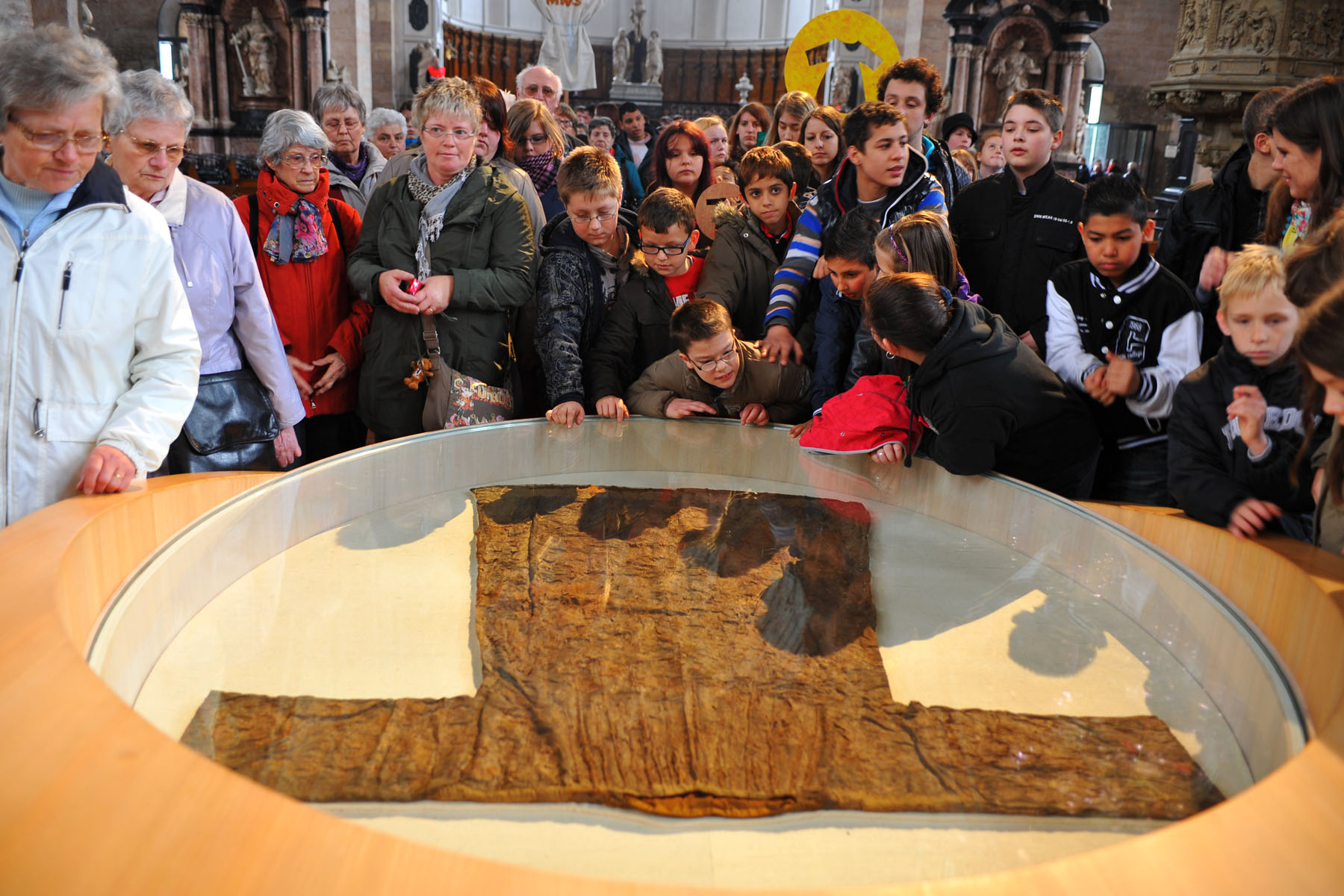
Експозиція Святого Хітону, 2012 рік

Імператриця Олена відома своїми паломництва у Святу землю. Благочестива легенда свідчить, що вона привезла Святий хітон Христа з Єрусалиму і доручила його новій церкві свого сина у Трірі. Це святе одіяння з безшовного одягу, за переказами, носив Христос під час розп'яття.
Хітон вперше з'являється у письмових документах в XII столітті. 1512 року, високий вівтар собору Тріра був відкритий і вбрання було знайдено всередині, поряд з іншими важливими реліквіями зі Святої землі. Святий хітон був вперше показаний в Трірі 1512 року протягом 23 днів, протягом яких понад 100 тисяч прочан прийшли вклонитися йому.
Наступного року, на західному фасаді собору був побудований дерев'яний балкон, щоб демонструвати Святий хітон та інші реліквії Тріру натовпу, що зібрався на Соборній площі. Відтоді святині періодично демонструвалися, збираючи все більші натовпи.
Гравюра на міді, датована 1655 роком, яка зберігається в казначействі собору, зображує демонстрацію святині з дерев'яного балкона в найдрібніших подробицях. Два вікарії тримають Священний хітон, який кріпиться до дерев'яної панелі, в той час як проповідник собору Корнеліус Люттінхгаузен тлумачить реліктовий зміст паломникам.
Експозицію реліквії протягом трьох тижнів в 1933 році відвідало приблизно 2 млн. паломників. Після чергової експозиції у 1959 році реліквія була запечатана в чудовий храм у власній каплиці, де вона зберігається і сьогодні. Остання експозиція реліквії відбувалася 13 квітня — 13 травня 2012 року, через 500 років з моменту першої експозиції Святого хітону.

### Інші
Трірський собор є місцем збереження багатьох християнських святинь. У крипті, зокрема, знаходиться мощівик з головою Святої Олени, в захристії знаходяться частина ланцюга, яким був скутий Апостол Петро, сандалі й цвях Святого Андрія Первозваного, а також частки мощей святих праведних богоотців Йоакима і Анни. Також в соборі поховані деякі єпископи Тріра.

## Інтер'єр
Інтер'єр собору поєднує в собі будівлю в романському стилі, барокові прикраси та готичне склепіння з арками. В плані собор являє собою базиліку з потрійними навами, двома хорами, трансептом і шістьма вежами.
Частину церкви Костянтина можна побачити у центральній частині, оригінальні стіни піднімаються на висоту 26 м. Зовні собору з південного боку знаходиться Домштейн — величезний шматок однієї з чотирьох гранітних колон церкви Костянтина Quadratbau, зруйнованої у V столітті.
Над південними дверми (з внутрішнього боку) є чудовий романський тимпан із зображенням Ісуса Христа між Богородицею та Святим Петром. Інші видатні твори включають могилу папського посланця Іво (1144) в південному проході, яка оздоблена романською різьбленою фігуркою дракона та головою людини, що виглядає.
Для паломників в Трірському кафедральному соборі головною пам'яткою є Святий Хітон (нім. Der Heilige Rock) Христа. Реліквія знаходиться в раці, яка зберігається в спеціально побудованій в стилі бароко каплиці Святого Одіяння, розташованій позаду вівтаря. Більша частина цієї каплиці є схованою від відвідувачів.
Іншою важливою реліквією є Святий цвях — вважається, що його використовували при Розп'ятті Ісуса. Його можна побачити на виставці у скарбниці. Скарбниця Трірського собору (нім. Schatzkammer)знаходиться південніше собору в районі каплиці Святого Одіяння і містить багато важливих творів мистецтва. Серед експонатів є чаші, скарби єпископів, а також релікварій Андрія Первозваного X століття, прикрашений золотом і слоновою кісткою.

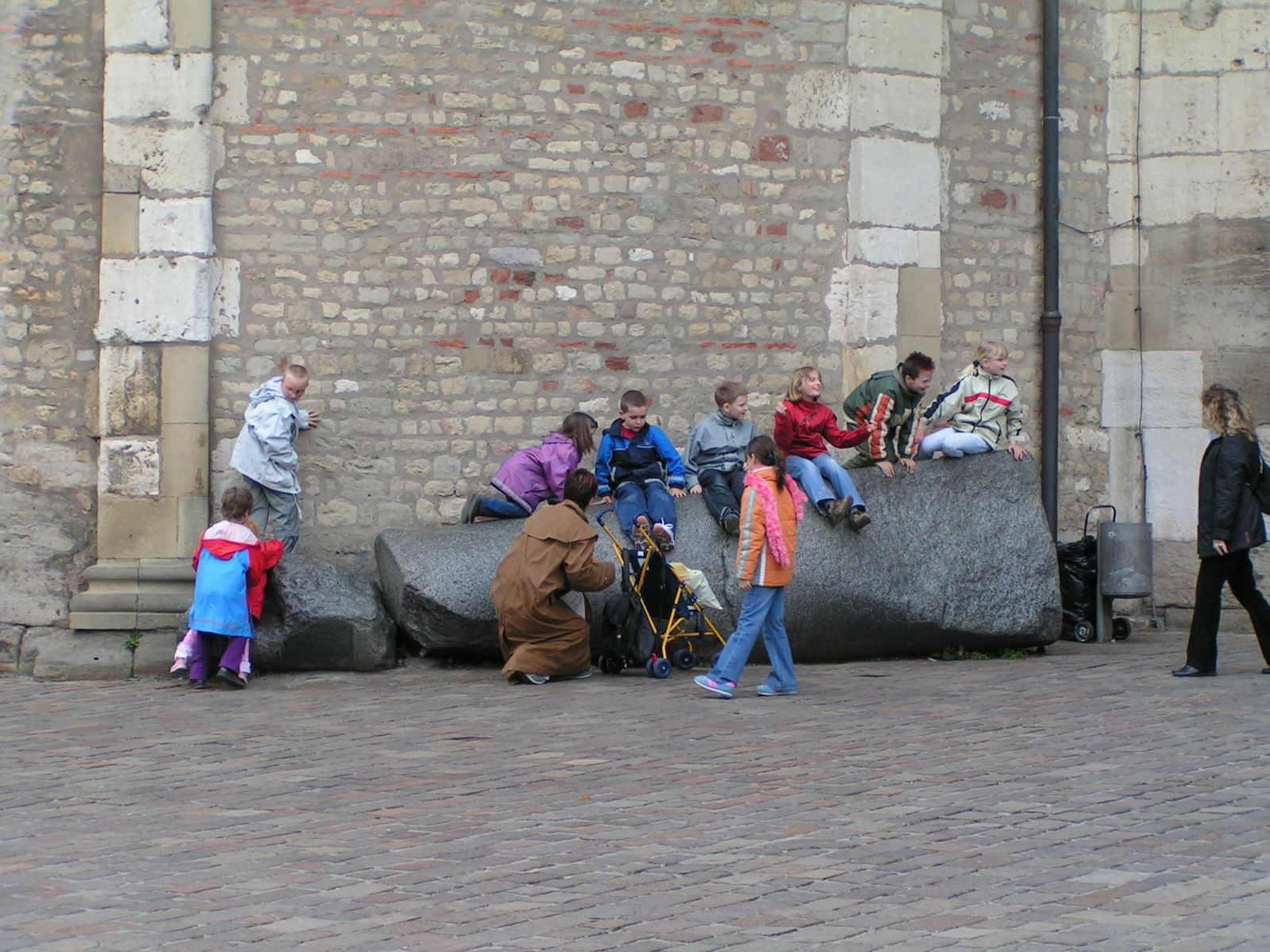
Домштейн — частина колони від первісного собору Костянтина
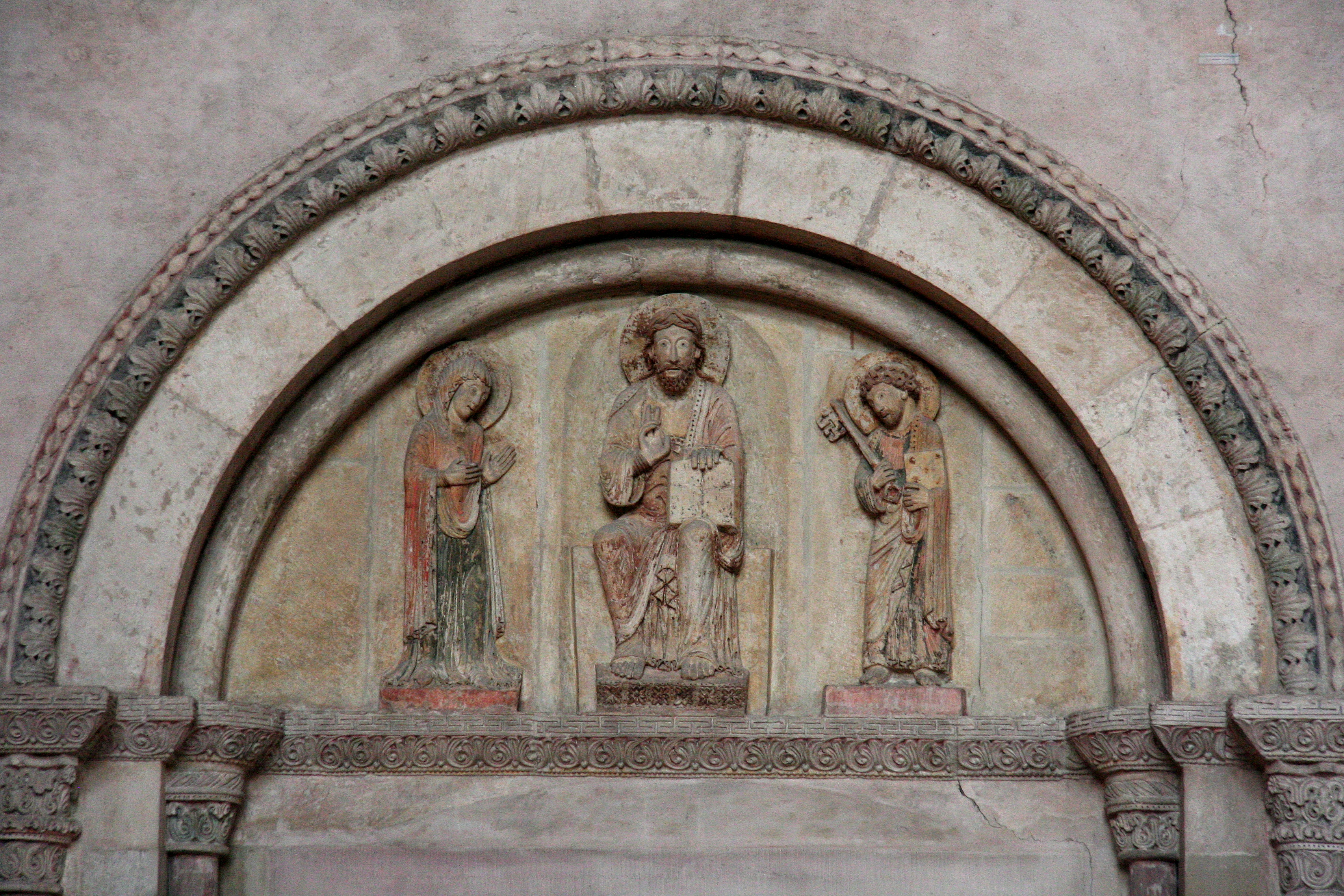
Тимпан над південним входом
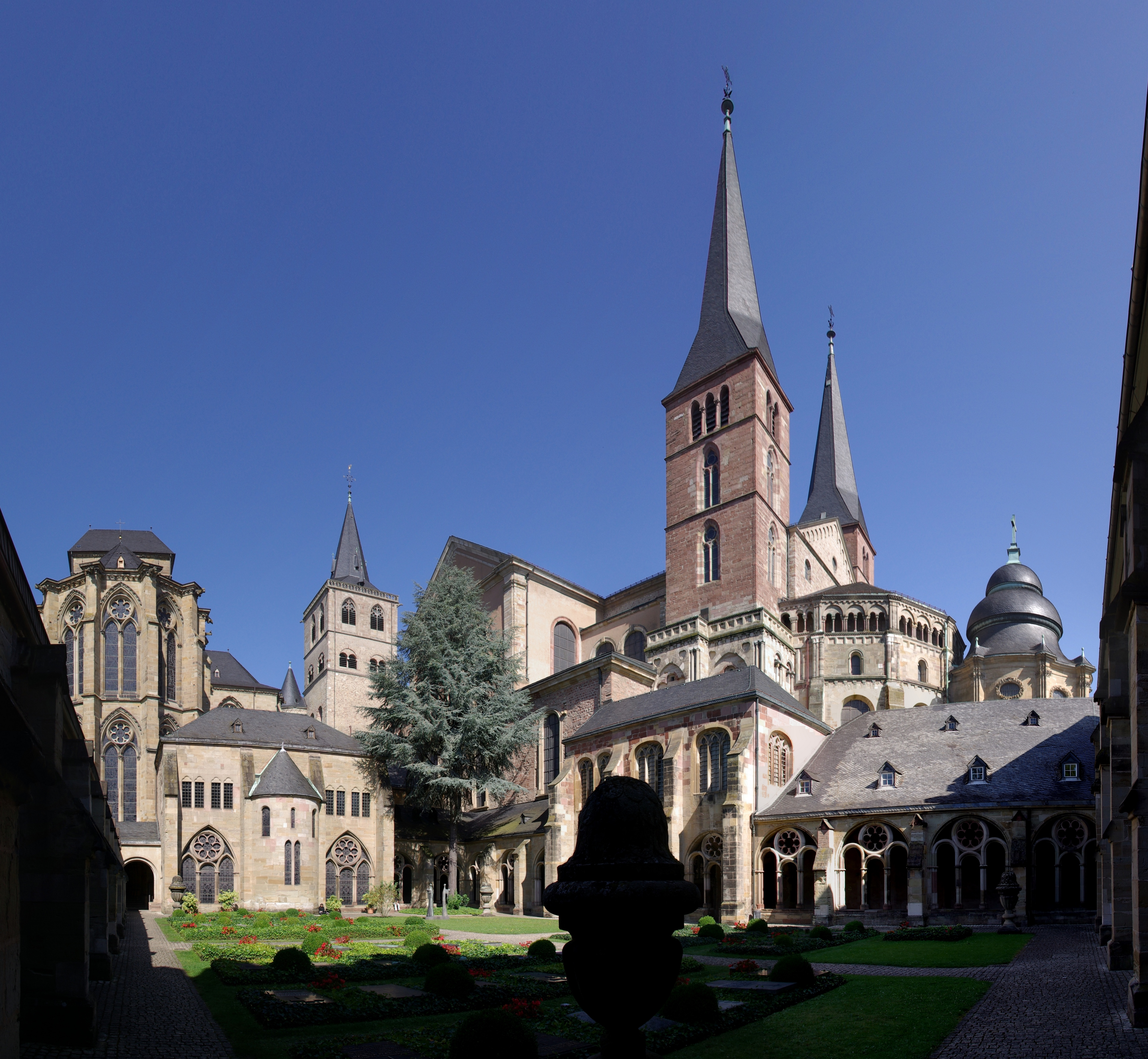
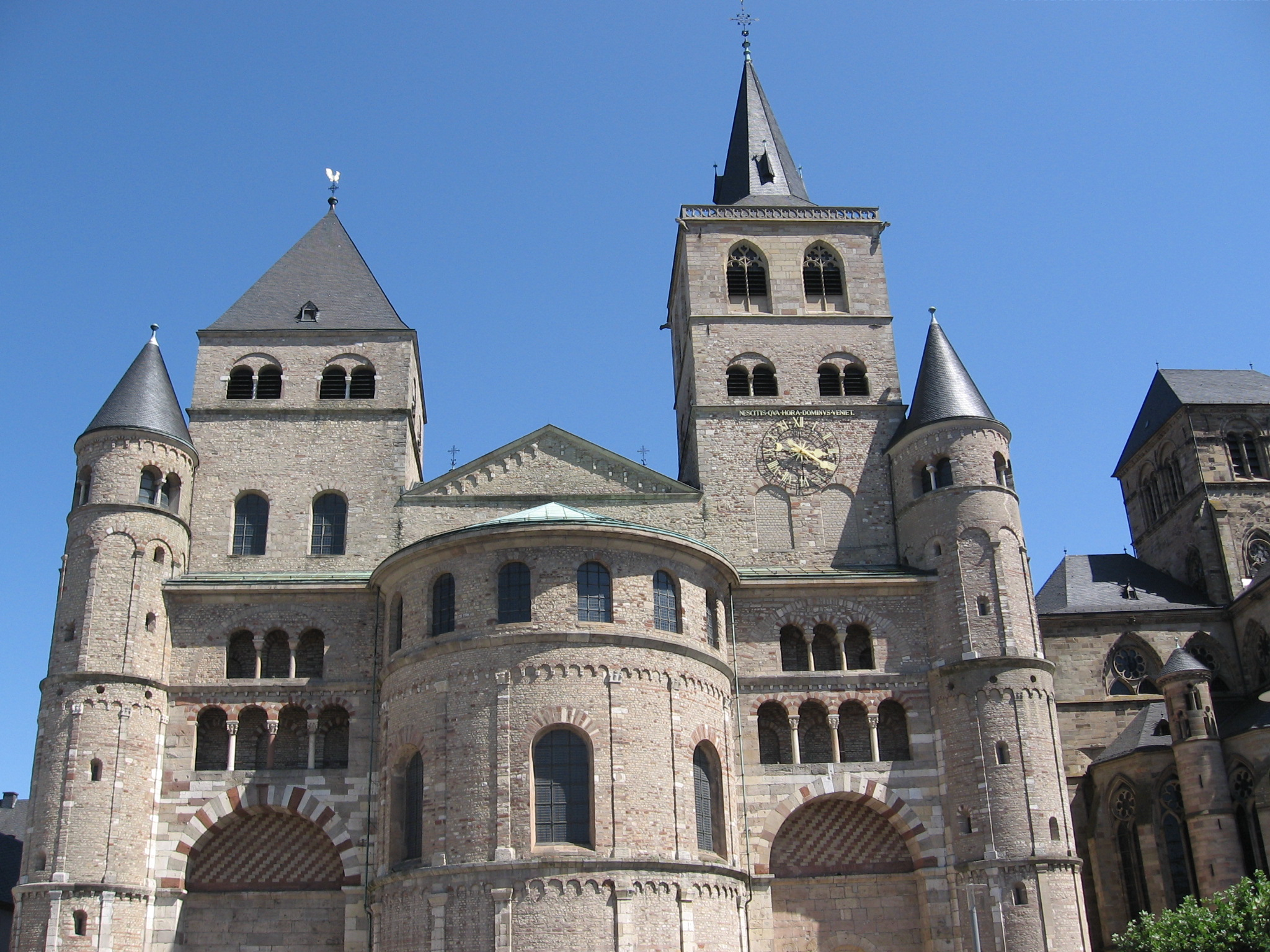
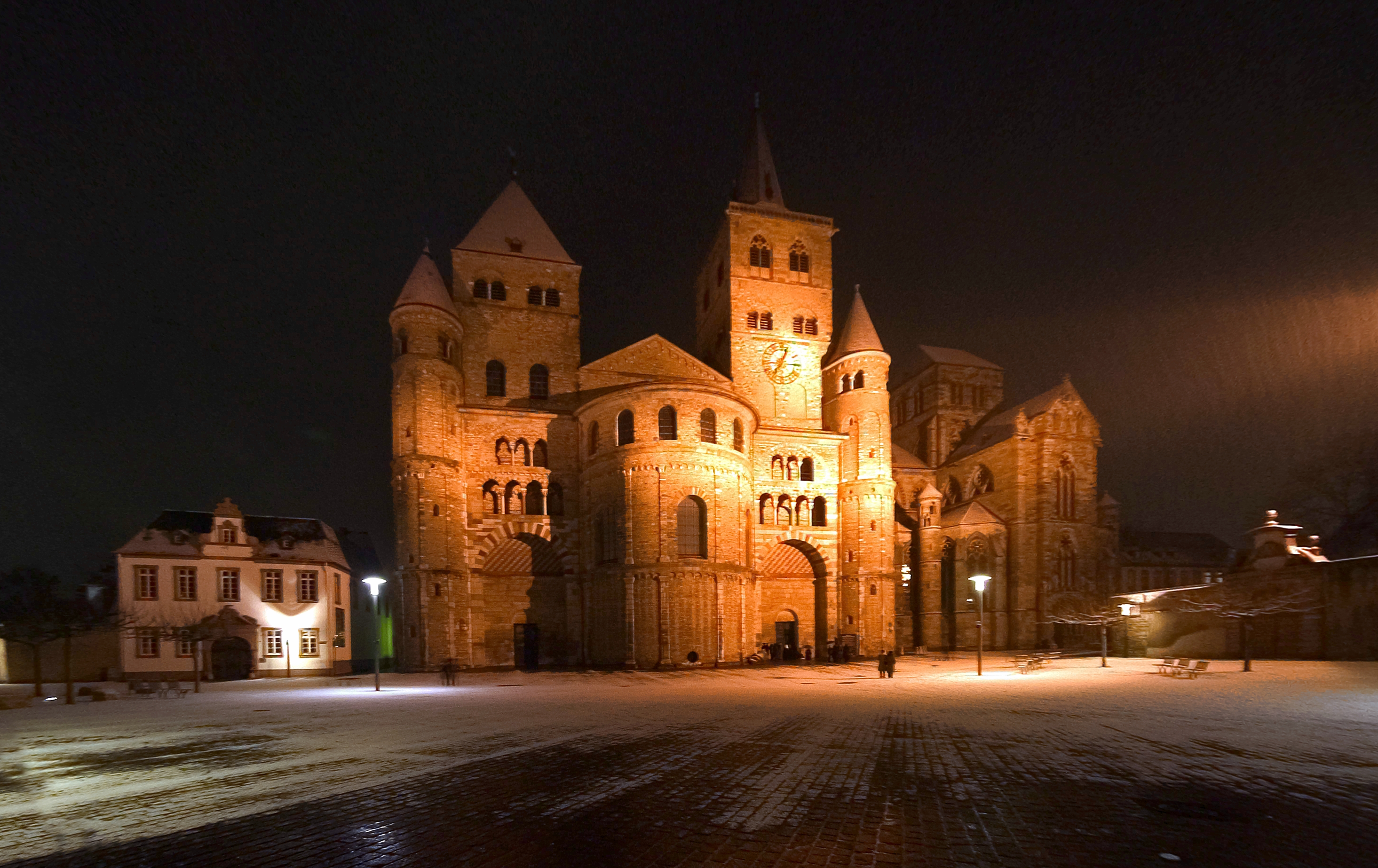
Вночі
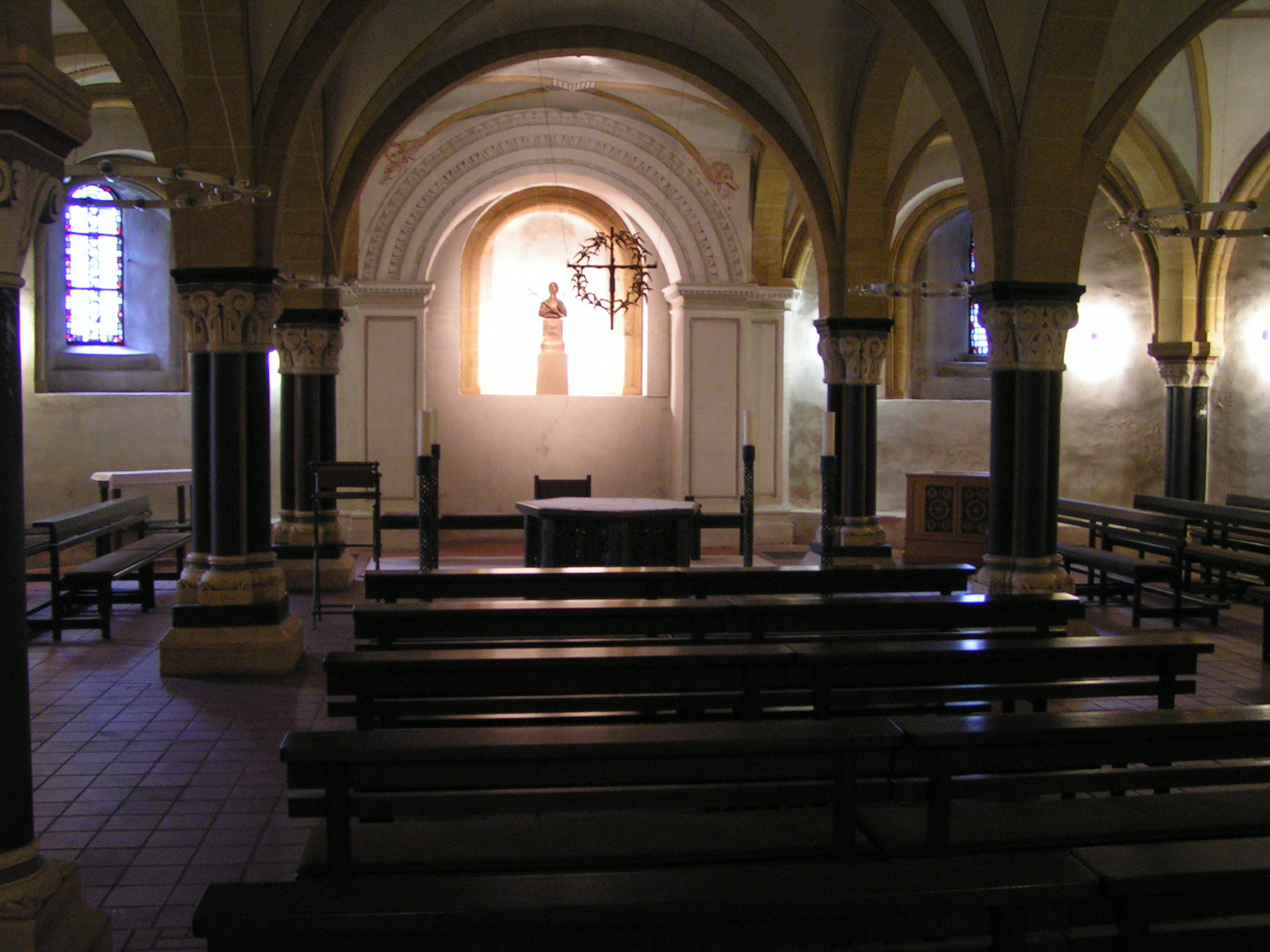
Інтер'єр
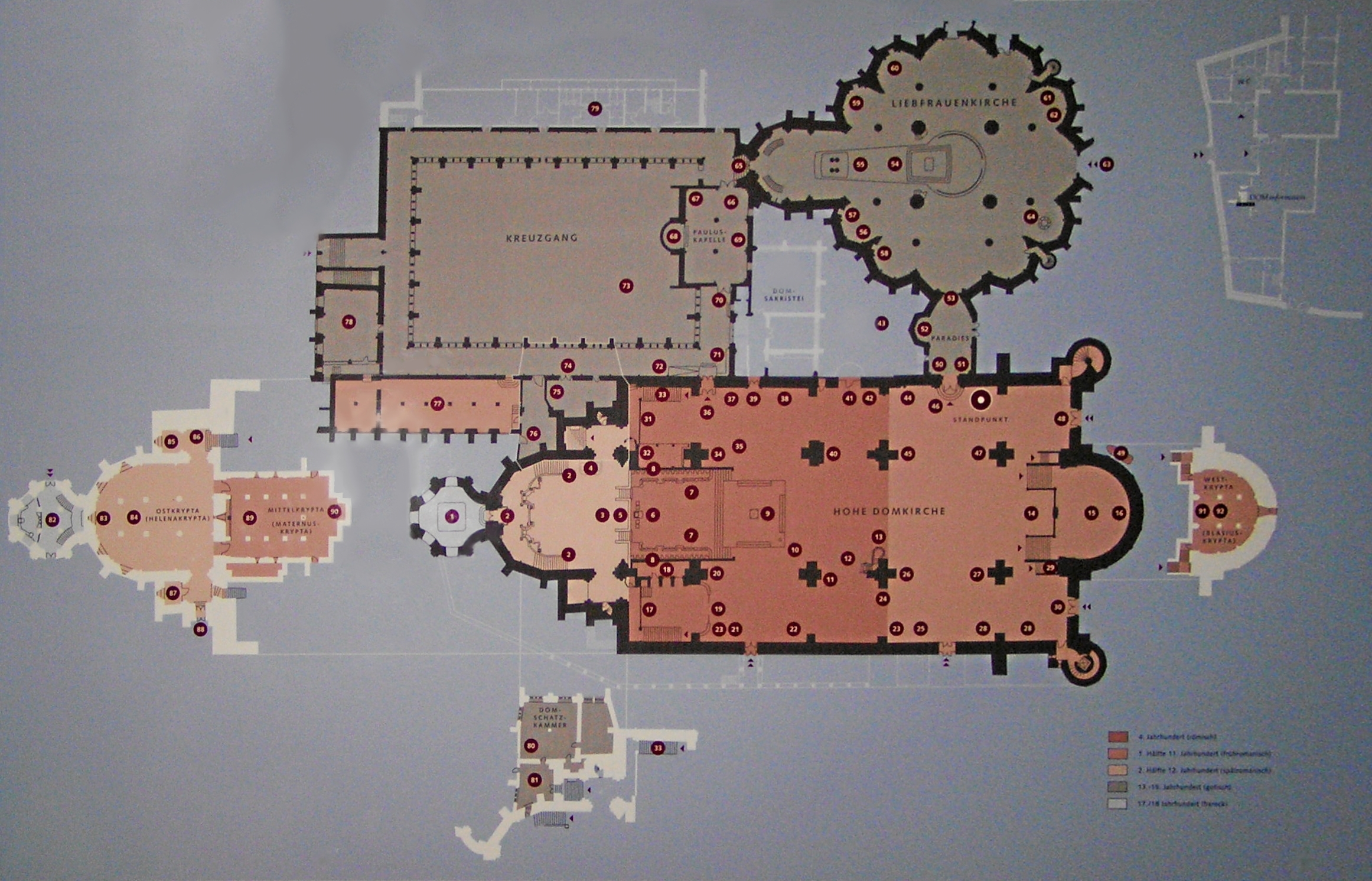
План
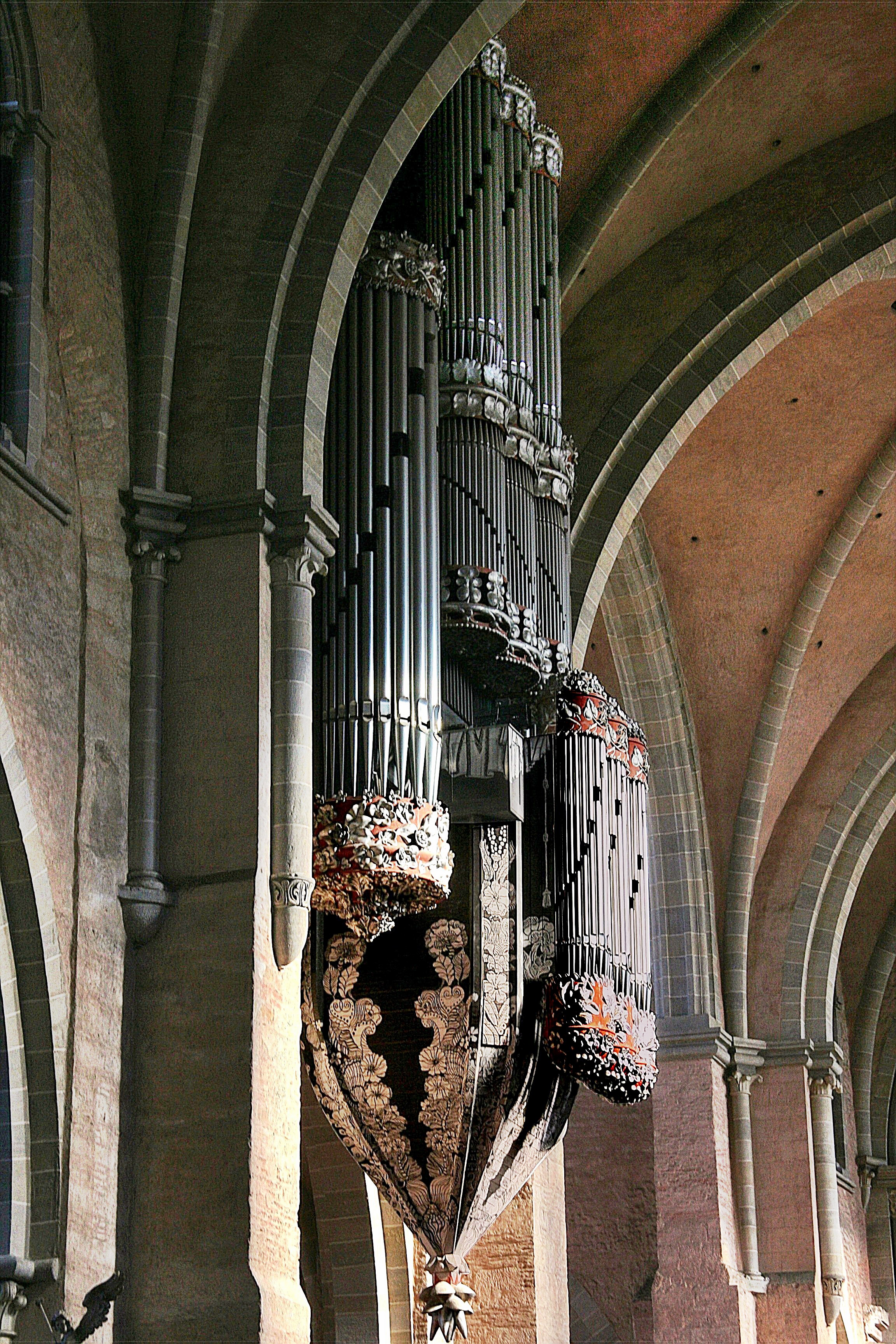
Орган